# René Pailleret
René Georges Pailleret, né à Alger le 10 février 1921 et mort à Versailles le 24 mai 1967 est un résistant, compagnon de la Libération.

## Biographie
Élève au Collège Stanislas de Paris et à HEC, il rejoint la Grande-Bretagne après l'armistice sous uniforme polonais, et s'engage dans les Forces françaises libres.
Membre du corps expéditionnaire pour l'Afrique, il participe aux opérations du Gabon en novembre 1940 avec la 1re Compagnie autonome de chars de combat des FFL, puis il rejoint Garoua dans la région du Nord Cameroun.
Il rejoint la Force L du général Leclerc en Tunisie avec son unité en mai 1943.
Il est nommé au 3e Bataillon du RMT et, en novembre 1943, se voit confier la section de reconnaissance et d'observation de son bataillon.
Il débarque avec son unité en France le 31 juillet 1944, prend part aux combats en Normandie, à la libération de Paris puis dans l'Est.
Pailleret est blessé dans les Vosges le 16 septembre 1944, reprend son commandement dès son rétablissement, et se retrouve blessé le 23 novembre 1944 au cours de la prise de Strasbourg. De nouveau rétabli, il prend part aux derniers combats avec son bataillon.
Pailleret est affecté au QG arrière du Corps expéditionnaire d'Extrême-Orient à Paris après la capitulation allemande. 
Puis, il est nommé officier à l’État-major du général commandant supérieur des troupes françaises d'Extrême-Orient à Saigon. Il quitte l'armée en 1947.
Diplômé de l’ENFOM, René Pailleret intègre la société Shell d'Indochine à Annam.

## Distinctions
Les distinctions reçues par René Pailleret sont :
| Décoration                      | Ruban | Observations                        |
| ------------------------------- | ----- | ----------------------------------- |
| Officier de la Légion d'honneur |       |                                     |
| Compagnon de la Libération      |       | Décret du 13 juillet 1945           |
| Croix de guerre 1939-1945       |       | 4 citations                         |
| Médaille coloniale              |       | Avec agrafes « AFL » et « Tunisie » |

### Sources et bibliographie
- La Mémoire des Français Libres - Hommes et combats, Fondation de la France Libre
- Dictionnaire des compagnons de la Libération, 2010